# 1574

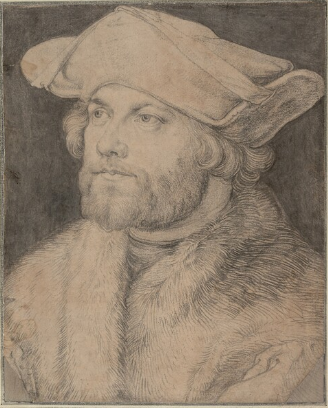
Damião de Góis. Desenho de Dürer, Galeria Albertina, Viena

- Wikisource

| Calendário gregoriano                                                        | 1574 MDLXXIV                                         |
| Ab urbe condita                                                              | 2327                                                 |
| Calendário arménio                                                           | 1023 – 1024                                          |
| Calendário bahá'í                                                            | -270 – -269                                          |
| Calendário budista                                                           | 2118                                                 |
| Calendário chinês                                                            | 4270 – 4271 Início a 22 de janeiro (aproximadamente) |
| Calendário copta                                                             | 1290 – 1291                                          |
| Calendário etíope                                                            | 1566 – 1567                                          |
| Calendários hindus - Vikram Samvat - Calendário nacional indiano - Cáli Iuga | 1629 – 1630 1495 – 1496 4674 – 4675                  |
| Calendário Holoceno                                                          | 11574                                                |
| Calendário islâmico                                                          | 982 – 983                                            |
| Calendário judaico                                                           | 5334 – 5335                                          |
| Calendário persa                                                             | 952 – 953                                            |
| Calendário rúnico                                                            | 1824                                                 |
| Calendário solar tailandês                                                   | 2117                                                 |

1574 (MDLXXIV, na numeração romana) foi um ano comum do século XVI do Calendário Juliano, da Era de Cristo, a sua letra dominical foi C (52 semanas), teve início a uma sexta-feira e terminou também a uma sexta-feira.
| Ano completo                       |
| ---------------------------------- |
| Ano comum com início à sexta-feira |

## Nascimentos
- 6 de Maio - Papa Inocêncio X (m. 1655).

## Mortes
- 30 de Janeiro - Damião de Góis, historiador português (n. 1502).
- 17 de Abril - Joachim Camerarius, O Velho, humanista e poeta alemão (n. 1500).
- Araribóia - cacique temiminó, fundador da cidade de Niterói (RJ) no mesmo ano.